# Materiale motore della Società Nazionale Ferrovie e Tramvie
Questa pagina contiene una lista di tutti i gruppi di locomotive e automotrici che sono state immatricolate nel parco della Società Nazionale Ferrovie e Tramvie dalla loro costituzione nel 1892 al loro scioglimento nel 1992.

## Locomotive

### Locomotive a vapore
| Locomotive ferroviarie | Locomotive ferroviarie | Locomotive ferroviarie | Locomotive ferroviarie | Locomotive ferroviarie |
| Gruppo                 | Numerazione            | Anno                   | Costruttore            | Rodiggio               |
| ---------------------- | ---------------------- | ---------------------- | ---------------------- | ---------------------- |
| 1                      | 1 ÷ 7                  | 1907                   | CEMSA                  | C                      |
| 10                     | 11 ÷ 13                | 1914                   | OM                     | C                      |
| 20                     | 21 ÷ 24                | 1911                   | Borsig                 | B'B'                   |
| 30                     | 31 ÷ 33                | 1925                   | OM                     | C                      |
| 40                     | 41 ÷ 43                | 1933                   | OM                     | C                      |
| 50                     | 51 ÷ 57                | 1909–1910              | Borsig                 | B'B'                   |

| Locomotive tranviarie | Locomotive tranviarie | Locomotive tranviarie | Locomotive tranviarie |
| Numerazione           | Anno                  | Costruttore           | Rodiggio              |
| --------------------- | --------------------- | --------------------- | --------------------- |
| 11 ÷ 13               | 1907                  | ?                     | B                     |

### Locomotive diesel
| Locomotive diesel           | Locomotive diesel | Locomotive diesel | Locomotive diesel | Locomotive diesel |
| Numerazione                 | Anno              | Costruttore       | Rodiggio          | Note              |
| --------------------------- | ----------------- | ----------------- | ----------------- | ----------------- |
| Cn 501                      | 1954              | Breda             | B'B'              |                   |
| Cn 531                      | 1967              | Badoni            | B                 |                   |
| Cn 532 ÷ 533                | 1963              | Jenbach           | B                 | ex FEAR           |
| Cne 510 ÷ 516 Cne 517 ÷ 519 | 1961-1963 1980    | Breda Reggiane    | C                 |                   |
| 220                         | 1955              | ?                 | B'B'              | ex DB 220.051     |

## Automotrici

### Automotrici a vapore
| Automotrici a vapore | Automotrici a vapore | Automotrici a vapore | Automotrici a vapore |
| Numerazione          | Anno                 | Costruttore          | Rodiggio             |
| -------------------- | -------------------- | -------------------- | -------------------- |
| A1 ÷ A2              | 1907                 | Kessler              | B                    |

### Automotrici diesel
| Automotrici diesel | Automotrici diesel | Automotrici diesel | Automotrici diesel                                                      | Automotrici diesel        | Automotrici diesel | Automotrici diesel | Automotrici diesel                                                             |
| Fino al 1977       | Fino al 1977       | Dal 1977           | Dal 1977                                                                | Anno                      | Costruttore        | Rodiggio           | Note                                                                           |
| Gruppo             | Numerazione        | Gruppo             | Numerazione                                                             | Anno                      | Costruttore        | Rodiggio           | Note                                                                           |
| ------------------ | ------------------ | ------------------ | ----------------------------------------------------------------------- | ------------------------- | ------------------ | ------------------ | ------------------------------------------------------------------------------ |
| AnDu 28            | AnDu 28.201 ÷ 203  | –                  | –                                                                       | ?                         | Fiat               | ?                  | ex FS ALDUn 28                                                                 |
| An 48              | An 48.221 ÷ 223    | –                  | –                                                                       | ?                         | ?                  | ?                  | ex SAIET ANz 602 ÷ 604                                                         |
| An 60              | An 60.211 ÷ 212    | –                  | –                                                                       | ?                         | Fiat               | ?                  | ricostruzione di FS ALDUn 28                                                   |
| An 64              | An 64.101 ÷ 104    | ?                  | ?                                                                       | 1935                      | Breda              | ?                  | ex FS ALn 56.2000                                                              |
| An 68              | An 68.111 ÷ 114 –  | ALn 668            | ALn 668.111 ÷ 114 ALn 668.121 ÷ 122 ALn 668.123 ÷ 126 ALn 668.131 ÷ 133 | 1960 1980 1984 1987, 1991 | Breda Fiat         | (1A)(A1)           | tipo FS ALn 668.2400 tipo FS ALn 668.1000 tipo FS ALn 668.3100 tipo FS ALn 663 |
| An 70              | An 70.231          | –                  | –                                                                       | 195?                      | Fiat               | ?                  |                                                                                |